# Colonel Heeza Liar At the Bat
Colonel Heeza Liar At the Bat  (deutsch: Oberst Heeza Liar am Baseballschläger) ist ein US-amerikanischer Animationsfilm des Regisseurs und Animators John Randolph Bray aus dem Jahr 1915.

## Hintergrund
Colonel Heeza Liar At the Bat ist der 23. Animationsfilm mit der Titelfigur Colonel Heeza Liar, die unzweifelhaft eine Karikatur des früheren US-amerikanischen Präsidenten, Abenteurers und Großwildjägers Theodore "Teddy" Roosevelt darstellt. Im Filmjahr 1915 gehört er zur Minderheit der Filme um Colonel Heeza Liar, in denen er nicht als Kriegsberichterstatter für die Tageszeitung The Daily Bluff aus Europa berichtete und in das Kriegsgeschehen verwickelt wurde.

## Handlung
Colonel Heeza Liar hat sich den Nachmittag über gelangweilt. Nun ist er in Eile, denn er will ein Baseball-Spiel besuchen. Das Spiel hat bereits begonnen, und er fürchtet um sein Vergnügen. Auf der Fahrt zum Stadion hat er nach wenigen Metern eine Autopanne. Es gelingt ihm jedoch, seinen Wagen wieder ans Laufen zu bringen.
Heeza Liar rast zum Stadion, ohne sich um Verkehrsregeln zu scheren. Dabei fährt er auf einer Kreuzung einen Verkehrspolizisten an, der den Verkehr regelt und ihm anzuhalten gebietet. Zwei Passanten werden ebenfalls aus dem Weg gestoßen.
Die Heimmannschaft hat unterdessen große Probleme. Der Pitcher ist völlig fertig und sitzt zusammengesunken auf der Bank, seine Mannschaftskollegen stehen herum und diskutieren, denn  ohne Pitcher droht ein Spielabbruch. Endlich kommt Heeza Liar im Stadion an und bietet sich „seiner“ Mannschaft als Ersatzmann an.
Der Batter der gegnerischen Mannschaft erscheint gegenüber dem kleinen und allenfalls übergewichtigen Heeza Liar wie ein Riese. Beim ersten Wurf Heeza Liars vollzieht der Baseball einen Looping und wird vom Batter verfehlt. Der Schiedsrichter gibt den ersten Strike. Beim zweiten Wurf dreht der Baseball mehrere Loopings, er wird erneut vom Batter verfehlt und vom Catcher gefangen. Ähnlich verläuft es beim dritten Ball, dieser umrundet den Batter auf dem Weg zum Catcher und der Batter ist „out“.
Damit werden die Rollen gewechselt, der Batter wird zum Pitcher und Heeza Liar zum Batter. Er tritt mit einer Zigarre im Mundwinkel an, und beim ersten Ball beugt sich der Catcher weit über ihn und fängt den Ball, bevor er vom Batter erreicht werden kann. Heeza Liar fängt daraufhin einen Streit und eine Schlägerei mit dem gegnerischen Catcher an und gewinnt. Beim nächsten Ball erzielt Heeza Liar einen Inside Home Run. Anschließend steht es vor dem 15. und entscheidenden Inning unentschieden. Der erste Wurf wird vom Catcher gefangen, ebenso der zweite Wurf, bei dem sich Heeza Liar vom Ball die Asche von seiner Zigarre abstreifen lässt.
Der dritte Ball wird von Heeza Liar getroffen. Während der Ball sich in der Luft befindet, wird er von einem fliegenden Pelikan aufgenommen und erreicht nicht mehr das Spielfeld. Heeza Liar gelingen so gleich zwei Home Runs in Folge, das Spiel ist entschieden.

## Produktionsnotizen
Der Film wurde von der Pathé als Split Reel mit einer Länge von 600 Fuß vertrieben. Der zweite Film, mit einer Länge von 400 Fuß, war der zweite Teil der Naturdokumentation An Intimate Study of Birds des Naturfilmers Oliver G. Pike. Der Film kam am 30. August 1915 in die Kinos.
Wie in den meisten Animationsfilmen der Colonel-Heeza-Liar-Reihe wird die Handlung auf Zwischentiteln erläutert, deren Text als endreimender vierzeiliger Kreuzreim gehalten ist.

## Kritiken
In der Motion Picture News, einem werbefinanzierten und der Filmindustrie nahestehenden Magazin, wurde Colonel Heeza Liar At the Bat überaus positiv besprochen. Der Film sei einer der erfreulichsten der Serie um Colonel Heeza Liar.